# Cobla

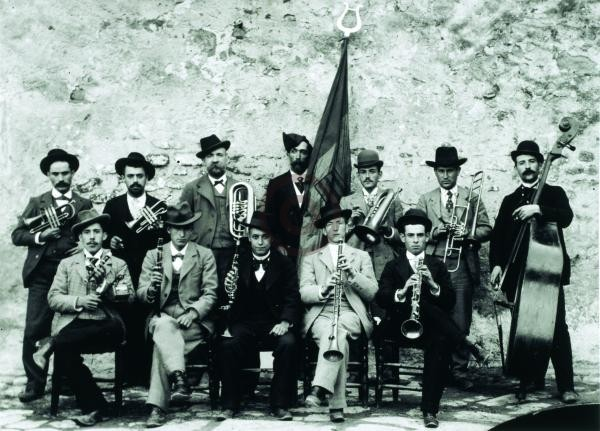
Uma cobla catalã no ano de 1909.

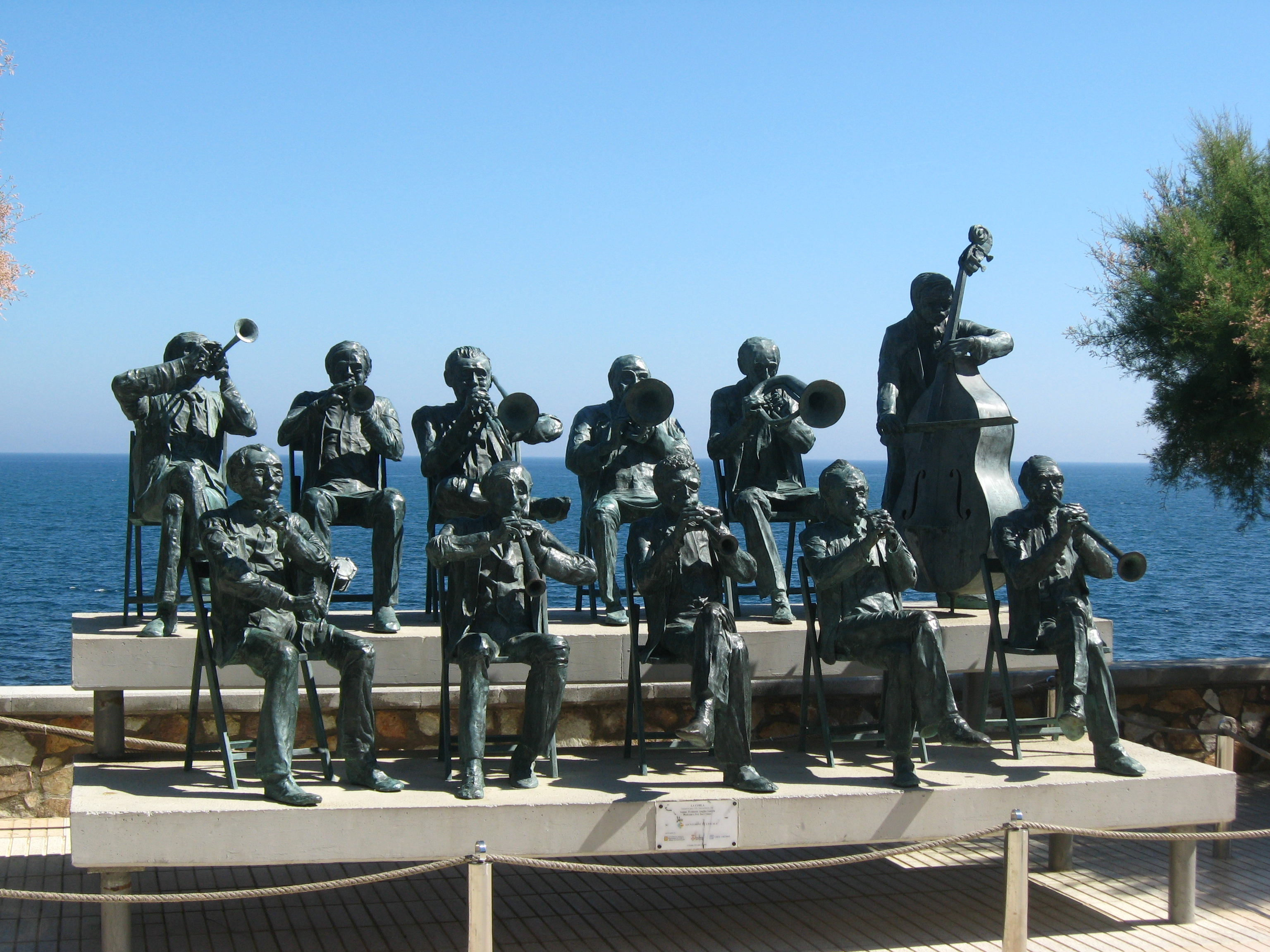
Cobla obra de Francesc Anglès Garcia, na L'Escala (Catalonia), escultura em broze 2007.

A cobla é um agrupamento musical autóctone da Catalunha em que predominam os instrumentos de sopro, e que executa música de diferentes bailes e danças tradicionais, em especial a sardana.

## Estrutura
Presentemente, a formação mais frequente da cobla é de onze músicos, que tocam doze instrumentos. Os músicos distribuem-se em duas filas: os da primeira, que tocam sentados, encarregam-se dos instrumentos de sopro e de madeira: o flabiol (semelhante à flauta de tamborileiro) e o tamborí, dois tibles e duas tenores. Na segunda fila, onde os músicos costumam tocar em pé, estão os instrumentos de sopro-metais: duas trompetas, um trombone e dois fiscorns. Finalmente, o contrabaixo, situado à direita, fora das fileiras, é o único instrumento de corda da formação.

## História
Há registos muito antigos do binómio flabiol-tambor por toda a Europa. No século XIV encontram-se coblas de jograis formadas por três ou quatro músicos. A cobla catalã, à semelhança do conjunto de instrumentos de sopro que acompanhava a alta dança alta europeia do século XV, tem um instrumento do registro tenor que ocupa a parte central.
As suas origens remontam a uma formação antiga que recebia o nome de "tres quartans" (ou também cobla de menestréis), e pensava-se que se denominava assim porque ser formada por três músicos que tocavam quatro instrumentos: a gaita de fole, a tarota e a flauta de tamborileiro (flauta e tamboril).